# GUF1
GUF1‏ (GUF1 homolog, GTPase) هوَ بروتين يُشَفر بواسطة جين GUF1 في الإنسان.